# Лосево (Гродненская область)
Лосево (бел. Ло́сева) — деревня в Гродненском районе Гродненской области Республики Беларусь. В составе Поречского сельсовета.

## География
Деревня расположена на северо-востоке Гродненского района на пересечении автомобильной дороги Р41 с железной дорогой Гродно − Вильнюс. Линией железной дороги деревня отделена от агрогородка Поречье.
Пролегают дороги Н6037, Н7801.

## История
В 1905 году в Соболянской волости Гродненского уезда Гродненской губернии.

## Население

### Численность
- 2009 год — 481 жителей

### Динамика
- 1905 год —
- 1999 год — 444 жителей (перепись населения)
- 2009 год — 481 жителей (перепись населения)[2]